# دوري بريفن
دوري بريفن (بالإنجليزية: Dory Previn)‏ (و. 1925 – 2012 م) هي مغنية مؤلفة، وموسيقية، ومؤلفة، ومغنية، وكاتِبة، وشاعرة غنائية أمريكية، توفيت في مقاطعة نورفولك، ماساتشوستس، عن عمر يناهز 87 عاماً، بسبب مرض.

## التعليم
تعلمت في الأكاديمية الأميركية للفنون المسرحية (حتى 1943).

## جوائز
حصلت على جوائز منها:
- جائزة إيمي

## وصلات خارجية
- دوري بريفن على موقع IMDb (الإنجليزية)
- دوري بريفن على موقع روتن توميتوز (الإنجليزية)
- دوري بريفن على موقع ميوزك برينز (الإنجليزية)
- دوري بريفن على موقع ديسكوغز (الإنجليزية)
- دوري بريفن على موقع ديسكوغز (الإنجليزية)
- دوري بريفن على موقع قاعدة بيانات الفيلم (الإنجليزية)
- دوري بريفن في قاعدة بيانات الأفلام على الإنترنت